# Limbile polineziene

Locurile în care se vorbesc limbi polineziene sunt reprezentate pe hartă cu verde olive. Limba rapa nui nu a fost reprezentată.

Limbile polineziene sunt o familie de limbi vorbite în Polinezia și din sud-centrul Microneziei până în insulițe depărtate nodul celor mai mari insule din nord estul insulelor mai mari din Insulele Solomon și răspândite prin Vanuatu. Ele sunt clasificate ca parte a familiei austroneziene.